# لووتشیم
لووتشیم (به چکی: Loučim) یک منطقهٔ مسکونی در جمهوری چک است که در ناحیه دوماژلیتسه واقع شده‌است. لووتشیم ۴٫۲۵ کیلومتر مربع مساحت و ۱۲۷ نفر جمعیت دارد و ۵۱۸ متر بالاتر از سطح دریا واقع شده‌است.